# Initiative populaire fédérale 99 %
 (juin 2021).
L'initiative populaire fédérale « Alléger les impôts sur les salaires, imposer équitablement le capital », dite « initiative 99 % », est une initiative déposée en 2019 par la Jeunesse socialiste suisse (JS). L'initiative demande que les revenus du capital qui dépassent un montant déterminé par la loi soient imposés à un taux 1,5 fois plus élevé que les revenus du travail salarié. Les revenus supplémentaires obtenus doivent permettre d'abaisser l'impôt sur le revenu pour les personnes ayant de faibles à moyens salaires et de renforcer les prestations sociales. La votation populaire est fixée au 26 septembre 2021.
L'initiative est rejetée à une large majorité de près de deux tiers des suffrages exprimés, et ne recueille la majorité dans aucun canton.

## L'initiative

### Texte de l'initiative
La Constitution est modifiée comme suit : 
Art. 127a Imposition du revenu du capital et du revenu du travail
1 Les parts du revenu du capital supérieures à un montant défini par la loi sont imposables à hauteur de 150 %.
2 Les recettes supplémentaires qui découlent de l’imposition à hauteur de 150 % au lieu de 100 % des parts du revenu du capital au sens de l’al. 1 sont affectées à une réduction de l’imposition des personnes disposant de petits ou moyens revenus du travail ou à des paiements de transfert en faveur de la prospérité sociale.
3 La loi règle les modalités.

### Comité d'initiative
Le comité d'initiative se compose de 27 personnes ; deux d'entre elles sont membres des Verts suisses, tandis que la majorité sont membres de la Jeunesse socialiste suisse et du Parti socialiste suisse (PS). On y trouve notamment les coprésidents du PS en poste depuis 2020 (Mattea Meyer et Cédric Wermuth) et leur prédécesseur Christian Levrat.
Le PS a voté son soutien à l'initiative 99 % lors de son assemblée des délégués du 7 octobre, à Olten, à hauteur de 138 voix contre 17.

### Arguments du comité d'initiative
Le comité d'initiative critique le fait que les gros actionnaires, qui ne travaillent pas pour leur revenu mais laissent leur argent travailler pour eux, ne sont aujourd'hui imposés qu'à hauteur de 60 % sur les revenus du capital, alors que le revenu du travail de la grande majorité des salariés est imposé à hauteur de 100 %. Pour le comité d'initiative, il est nécessaire d'abolir ce privilège des super-riches, et de mettre fin à une injustice. En Suisse, le pour-cent le plus riche des contribuables possède plus de 43 % de la fortune totale. Alors que les riches s'enrichissent — la fortune totale des 1 % les plus riches est passée de 36,3 % de la fortune totale en 2003 à 43,2 % en 2017 — de plus en plus de salariés, en particulier les femmes, manquent d'argent pour faire face à l'augmentation des primes d'assurance-maladie et la hausse des loyers. L'initiative veut rendre l'argent à ceux qui y ont travaillé. En comparaison internationale, la Suisse pratique une sous-enchère fiscale qui ne profite qu'aux plus riches. Une politique fiscale fondée sur la solidarité est nécessaire.

## Traitement de l'initiative

### Chronologie
L'examen préliminaire formel du texte de l'initiative par la Chancellerie fédérale (art. 69 LDP) est publié le 3 octobre 2017 dans la Feuille fédérale. S'ouvre alors une période de 18 mois pour la récolte d'au moins 100 000 signatures (art. 139, al. 1, Cst.). Celles-ci sont déposées le 2 avril 2019. En mai 2019, la Chancellerie fédérale constate que l'initiative a abouti, avec 109 332 signatures valables. En vertu de l'art. 97, al. 1, let. a, LParl, le Conseil fédéral a alors jusqu'au 2 avril 2020 pour soumettre à l'Assemblée fédérale un projet d’arrêté fédéral accompagné d’un message. Il s'acquitte de cette obligation par son message du 6 mars 2020. En vertu de l'art. 100 LParl, le délai pour que l'Assemblée fédérale décide de sa recommandation court alors jusqu'au 2 octobre 2021, avec la possibilité d'une prolongation du délai au 2 octobre 2022 si l'un des conseils décide de soumettre un contre-projet direct ou indirect (art. 105 LParl). En raison de la pandémie de Covid-19, le délai est exceptionnellement prolongé au 13 décembre 2021. En vertu de l'art. 75a LDP, la votation populaire doit avoir lieu au plus tard dix mois après le vote final de l'Assemblée fédérale et au plus tard dix mois après l’échéance des délais légaux réservés au Parlement pour examiner l’initiative populaire.

### Position du Conseil fédéral
Dans son message du 6 mars 2020, le Conseil fédéral propose à l'Assemblée fédérale de soumettre l'initiative au vote du peuple et des cantons, en recommandant de la rejeter. Il ne voit aucune nécessité d'agir ; il considère qu'en comparaison internationale la Suisse bénéficie d'une répartition homogène des revenus et que le volume redistribué est déjà important. Au-delà de ces aspects, il estime que l’initiative réduirait l’attrait de la Suisse, ainsi que les incitations à la création de capital, ce qui affecterait non seulement les personnes dont le capital génère un revenu élevé, mais aussi les salariés.

### Critiques diverses et contre-arguments
- Si vous ne connaissez pas le sujet, laissez ce bandeau (vous pouvez alors contacter les auteurs).
- Si vous supprimez le contenu mis en cause (vous pouvez préalablement contacter les auteurs),

argumentez précisément cette suppression dans la page de discussion
(un manque de référence n'est pas un argument ; une recherche réelle de référence doit avoir été effectuée, être formellement documentée).
L'initiative fait l'objet de nombreuses critiques,,,.
a) L'initiative est contraire à l'article 8 al.2 de la Constitution qui interdit toute discrimination notamment en vertu de la situation sociale.
b) Fiscalement (cf art. 20ss LIFD), les revenus du capital, compris comme rendements de la fortune, ne comprennent pas que les dividendes, mais aussi les intérêts, les loyers, les licences ou droits immatériels, les apports de titres dans une société, certaines ventes de sociétés, la valeur locative du bien habité par son propriétaire, certains revenus de la prévoyance professionnelle, etc.
c) Contrairement à l'affirmation du comité d'initiative, les "gros actionnaires" ne sont pas taxés à 60 % sur les revenus du capital, mais à 100 %. Il y a une taxation à 70 % des revenus du capital concernant les entrepreneurs possédant des participations conséquentes (cf article 20 LIFD).
d) La justification d'une taxation à 70 % provient du fait que les revenus concernés ont déjà été taxés à titre de bénéfice. Si une entreprise réalise 100 de bénéfice et qu'elle est taxée à 15 % et que l'entrepreneur touche le maximum légal résiduel, à savoir 76.5, il est taxé individuellement à 30 % (moyenne) sur 70 %, soit un impôt de 16. Au total, l’État aura prélevé 31 % des 100, ce qui revient à taxer le tout normalement. Si le taux individuel est de 20 %, le prélèvement étatique total s'élève à 25,7 %.
e) Les plus petits revenus du travail ne bénéficieront d'aucune baisse d'impôts: en général, ils n'en paient pas ou quasiment pas.
f) La "prospérité sociale" est une notion vague : toute dépense étatique peut être justifiée par "la prospérité sociale".
g) Les revenus du travail ne sont pas taxés à 100 %: le revenu imposable se détermine après de nombreuses déductions.
h) Le nom de l'initiative est trompeur: cela ne concerne pas que les 1 % les plus riches, et cela ne profitera pas au 99 % restants.
i) En reprenant les exemples du point d) avec une taxation à 150 %, les prélèvements étatiques se montent alors à 49,4 % (avec un taux d'impôts de 30 %) et à 33 % (avec un taux d'impôts de 20 %). Les taux deviennent dissuasifs.
j) Le financement des start-ups se fonde sur une probabilité de forte plus-value, compensant la forte probabilité de perte. Une forte taxation des plus-values empêche ce financement en pénalisant la couverture des pertes. Plus généralement, tout financement d'entreprise est pénalisé.

### Délibérations du Parlement
L'initiative populaire est d'abord été traitée par le Conseil national. Celui-ci suit le 24 septembre 2020, par 123 contre 62 voix, la proposition du Conseil fédéral de recommander son rejet. La proposition déposée par d'une minorité de la commission chargée de l'examen préalable d'élaborer un contre-projet direct est rejetée avec le même score. Le contre-projet direct prévoyait que le revenu du capital ne soit pas imposé à un taux 1,5 fois plus élevé (comme le demande l'initiative), mais au même taux que le revenu du travail. Le groupe des Verts et le groupe socialiste se sont prononcés à l'unanimité en faveur du contre-projet direct, puis pour une recommandation d'accepter l'initiative populaire ; les autres groupes s'y sont unanimement opposés. L'initiative est examinée par le Conseil des États lors de la session de printemps 2021.

## Sondages
| Institut    | Sur mandat de | Date         | Oui | Plutôt oui | Indécis Pas de réponse | Plutôt non | Non |
| ----------- | ------------- | ------------ | --- | ---------- | ---------------------- | ---------- | --- |
| LeeWas GmbH | Tamedia       | 13 août 2021 | 29  | 16         | 6                      | 9          | 40  |

## Résultats
| Pour                   | 987 045   | 35,12 | 0  | 0 | 0  |  |  |
| Contre                 | 1 823 262 | 64,88 | 20 | 6 | 23 |  |  |
|                        |           |       |    |   |    |  |  |
| Votes valides          | 2 810 307 | 97,48 |    |   |    |  |  |
| Votes blancs           | 58 499    | 2,03  |    |   |    |  |  |
| Votes invalides        | 14 073    | 0,49  |    |   |    |  |  |
| Total                  | 2 882 879 | 100   | 20 | 6 | 23 |  |  |
| Abstentions            | 2 636 289 | 47,77 |    |   |    |  |  |
| Inscrits/Participation | 5 519 168 | 52,23 |    |   |    |  |  |